# Ernst Biberstein
Ernst Biberstein, właśc. Ernst Szymanowski (ur. 15 lutego 1899 w Hilchenbach, zm. 8 grudnia 1986 w Neumünster) – niemiecki zbrodniarz hitlerowski, duchowny protestancki, dowódca Einsatzkommando 6, oraz SS-Obersturmbannführer.
Ernst Biberstein urodził się jako Ernst Szymanowski (Schymanowski). Zaczynał naukę w Mülheim an der Ruhr. Był szeregowcem podczas I wojny światowej. Studiował również teologię i został protestanckim pastorem 28 grudnia w 1924 roku. W 1926 roku wstąpił do NSDAP a we wrześniu 1936 roku do SS (numer 272692). W 1935 roku oddelegowany do Reichskirchenministerium, a w 1940 został przeniesiony do RSHA. W 1938 roku wystąpił z kościoła luterańskiego, określając siebie odtąd w ankietach jako „wierzący w Boga” (gottgläubig). Członek Lebensbornu W 1941 roku Ernst zmienił nazwisko z Szymanowski na Biberstein i został mianowany szefem Gestapo w Opolu. Od września 1942 roku w randze Sturmbannführera (majora) SS, dowódca Einsatzkommando 6 w ramach Einsatzgruppe C, które wymordowało według jego własnych zeznań złożonych na sali sądowej ok. 3000 ludzi na terenie Ukrainy.
Zasiadł na ławie oskarżonych w Procesie Einsatzgruppen, który toczył się od 29 września 1947 do 10 kwietnia 1948 roku. Biberstein został skazany na karę śmierci przez powieszenie. Wyrok ten zamieniono mu na dożywocie. Został wypuszczony na wolność w 1958 roku. Wrócił potem jeszcze na chwilę do duchowieństwa. Zmarł w 1986 roku.

## Odznaczenia
- Złota Odznaka NSDAP[1]
- Krzyż Honorowy dla Walczących na Froncie[1]